# لیملو
لیملو (به ترکی آذربایجانی: لومولو) یکی از روستاهای استان آذربایجان شرقی است که در بخش مرکزی شهرستان هوراند واقع شده‌است. روستای لیملو ۴۰ کیلومتر از شهرستان هوراند فاصله دارد، و یکی از بکرترین روستاهای استان آذربایجان شرقی میباشد، طبیعت این روستا مثال زدنی می باشد، اهالی این روستا بیشتر به کشاورزی و دامپروری مشغول هستند.این روستا ۳۰۵ نفر جمعیت دارد.